# Wizards of the Coast
Wizards of the Coast, ofte forkortet WotC, er et amerikansk spil firma grundlagt i 1990. De bliver betegnet som den ledende udvikler af hobby spil og er især kendte for kortspillet Magic the Gathering og bordrollespillet Dungeons & Dragons.
Wizards of the Coast er i dag en underafdeling af Hasbro og har hovedkontor i Renton, Washington, en forstad til storbyen Seattle. Firmaet har (per 2019) over 600 ansatte på i alt 18 kontorer verden over.

## Historie
Wizards of the Coast blev grundlagt af Peter Adkison i 1990 i Seattle.
Det første der blev udgivet af Wizards of the Coast, var Peter Adkisons eget rollespil The Primal Order i 1992. I 1993, udgav Wizards of the Coast kortspillet Magic the Gathering som Richard Garfield havde udviklet siden 1991. Det blev hurtigt meget populært verden over og nåede i 1995 et salg på én milliard kort. For nogle af de mange penge købte WotC spilfirmaet TSR i 1997, og hermed rettighederne til Dungeons & Dragons og Dragonlance med mere. I 2003, købte de også det ikoniske spilfirma Avalon Hill.
I perioden 1998 til 2003, var Wizards of the Coast distributør af Pokémon kortspillet.
Hasbro opkøbte Wizards of the Coast i 1999, men WotC er fortsat under samme brand navn siden da.
Wizards of the Coast har siden 1994 fået tildelt et hav af priser for sine produkter.